# Катафиги
Катафиги или Катафигио (на гръцки: Καταφύγι, Καταφύγιο, катаревуса Καταφύγιον, Катафигион) е село в Република Гърция, част от дем Велвендо в област Западна Македония.

## География
Катафиги е разположено на 1050 m надморска височина, в планината Фламбуро (Пиерия), на 6 km източно от Велвендо.

## История

### В Османската империя
В 1528 година Катафиги има 47 домакинства с 212 жители.
Църквата „Свети Атанасий“ е от 1762 година.
Александър Синве ("Les Grecs de l’Empire Ottoman. Etude Statistique et Ethnographique"), който се основава на гръцки данни, в 1878 година пише, че в Катафигион (Catafighion) живеят 2700 гърци.
На Етнографската карта на Битолския вилает на Картографския институт в София от 1901 година Катафиги е чисто гръцко село в Серфидженската каза на Серфидженския санджак с 410 къщи.
Според статистика на Серфидженския санджак на гръцкото консулство в Еласона от 1904 година в Катафигион (Καταφύγιον), Серфидженска каза, живеят 3000 гърци елинофони християни.

### В Гърция
През октомври 1912 година, по време на Балканската война, в селото влизат гръцки части и след Междусъюзническата война в 1913 година Катафиги остава в Гърция.
Селото пострадва значително в годините на Втората световна война (1940 - 1944) и по време на Гражданската война (1946 - 1949).
Населението традиционно произвежда картофи и други земеделски продукти, като се занимава и със скотовъдство.
| Име           | Име               | Ново име | Ново име | Описание                           |
| ------------- | ----------------- | -------- | -------- | ---------------------------------- |
| Бора          | Μπόρα             | Лакия    | Λακκιά   | местност на Ю от Катафиги          |
| Гувро         | Γκοϋβρο           | Скотино  | Σκοτεινό | връх на ИСИ от Катафиги (2008,8 m) |
| Муцарес       | Μουτσάρες         | Лекани   | Λεκάνη   | местност на СИ от Катафиги         |
| Цурцук Калива | Τσουρτσούκ Καλύβα | Диава    | Διάβα    | колиби на СИ от Катафиги           |

| Година    | 1913 | 1920 | 1928 | 1940 | 1951 | 1961 | 1971 | 1981 | 1991 | 2001 | 2011 | 2021 |
| --------- | ---- | ---- | ---- | ---- | ---- | ---- | ---- | ---- | ---- | ---- | ---- | ---- |
| Население | 2877 | 2728 | 1471 | 1566 | 16   | 188  | 23   | 127  | 218  | 174  | 28   | 57   |

## Личности
Родени в Катафиги
- Йоан Зизулас (1931 - 2023), гръцки духовник